# Cyclamen somalense
Cyclamen somalense là một loài thực vật có hoa trong họ Anh thảo. Loài này được Thulin & Warfa mô tả khoa học đầu tiên năm 1989.